# 1856 en Suisse
Chronologie de la Suisse
- 1852
- 1853
- 1854
- 1855
- 1856
- 1857
- 1858
- 1859
- 1860

Cette page concerne l'année 1856 du calendrier grégorien en Suisse.

## Gouvernement au1erjanvier 1856
- Conseil Fédéral:[1]
  - Jakob Stämpfli (PRD), président de la Confédération
  - Constant Fornerod (PRD), vice-président de la Confédération
  - Friedrich Frey-Herosé (PRD)
  - Stefano Franscini (PRD)
  - Martin J. Munzinger (PRD)
  - Jonas Furrer (PRD)
  - Wilhelm Matthias Naeff (PRD)

## Évènements

### Mars
Dimanche 9 mars 
- Décès à Müllheim (TG), à l’âge de 56 ans, du pasteur, écrivain et homme politique Thomas Bornhauser.

### Juin
Lundi 9 juin 
- Inauguration de la ligne ferroviaire Aarau-Olten-Emmenbrücke, qui allait faire d’Olten un nœud ferroviaire.

### Juillet
Mardi 1er juillet 
- L’Hôpital de Genève accueille ses premiers patients.
- Premier numéro du National Suisse, journal édité à La Chaux-de-Fonds (NE).

 Samedi 6 juillet 
- Fondation à Zurich du Crédit Suisse, à l'instigation de l'entrepreneur et homme politique Alfred Escher.

### Septembre
Mercredi 3 septembre 
- Tentative d’insurrection royaliste dans le (canton de Neuchâtel). Les monarchistes s’emparent du château de Neuchâtel et emprisonnent quatre conseillers d'État.

### Décembre
Jeudi 18 décembre 
- Premier éclairage public au gaz à Zurich.

 Samedi 20 décembre 
- L’Assemblée fédérale lève deux divisions pour faire face à la menace prussienne sur Neuchâtel.

 Dimanche 27 décembre 
- L’Assemblée fédérale désigne le général Henri Dufour pour prendre la tête des troupes chargées de défendre la frontière contre les menaces prussiennes envers Neuchâtel.